# Mariya Koryttseva
Mariya Koryttseva, née le 25 mai 1985 à Kiev, est une joueuse de tennis ukrainienne, professionnelle de 2000 à 2017.
Elle a remporté six titres WTA en double dames. En 2007, elle a atteint la finale à la fois en simple et en double dames à l'Open d'Inde, sans toutefois s'imposer ni dans l'une ni dans l'autre.

## Palmarès

### Titre en simple dames
Aucun

### Finales en simple dames
| No | Date       | Nom et lieu du tournoi            | Catégorie | Dotation  | Surface      | Vainqueure      | Score    |          |
| -- | ---------- | --------------------------------- | --------- | --------- | ------------ | --------------- | -------- | -------- |
| 1  | 17-09-2007 | Sunfeast Open, Calcutta           | Tier III  | 175 000 $ | Dur (int.)   | Maria Kirilenko | 6-0, 6-2 | Parcours |
| 2  | 07-07-2008 | Internazionali Femminili, Palerme | Tier IV   | 145 000 $ | Terre (ext.) | Sara Errani     | 6-2, 6-3 | Parcours |

### Titres en double dames
| No | Date       | Nom et lieu du tournoi                | Catégorie | Dotation  | Surface      | Partenaire       | Finalistes                                    | Score            |          |
| -- | ---------- | ------------------------------------- | --------- | --------- | ------------ | ---------------- | --------------------------------------------- | ---------------- | -------- |
| 1  | 18-07-2005 | Internazionali Femminili Palerme      | Tier IV   | 140 000 $ | Terre (ext.) | Giulia Casoni    | Klaudia Jans Alicja Rosolska                  | 4-6, 6-3, 7-5    | Parcours |
| 2  | 16-07-2007 | Internazionali Femminili Palerme      | Tier IV   | 145 000 $ | Terre (ext.) | Darya Kustova    | Alice Canepa Karin Knapp                      | 6-4, 6-1         | Parcours |
| 3  | 31-12-2007 | ASB Classic Auckland                  | Tier IV   | 145 000 $ | Dur (ext.)   | Lilia Osterloh   | Martina Müller Barbora Z. Strýcová            | 6-3, 6-4         | Parcours |
| 4  | 15-09-2008 | International Women’s Open Guangzhou  | Tier III  | 175 000 $ | Dur (ext.)   | Tatiana Poutchek | Sun Tiantian Yan Zi                           | 6-3, 4-6, [10-8] | Parcours |
| 5  | 21-02-2011 | Abierto Mexicano Telcel HSBC Acapulco | Intern'l  | 220 000 $ | Terre (ext.) | Raluca Olaru     | Lourdes Domínguez Lino Arantxa Parra Santonja | 3-6, 6-1, [10-4] | Parcours |
| 6  | 18-07-2011 | Baku Cup Bakou                        | Intern'l  | 220 000 $ | Dur (ext.)   | Tatiana Poutchek | Monica Niculescu Galina Voskoboeva            | 6-3, 2-6, [10-8] | Parcours |

### Finales en double dames
| No | Date       | Nom et lieu du tournoi           | Catégorie | Dotation  | Surface      | Vainqueures                                | Partenaire      | Score            |          |
| -- | ---------- | -------------------------------- | --------- | --------- | ------------ | ------------------------------------------ | --------------- | ---------------- | -------- |
| 1  | 17-09-2007 | Sunfeast Open Calcutta           | Tier III  | 175 000 $ | Dur (int.)   | Vania King Alla Kudryavtseva               | Alberta Brianti | 6-1, 6-4         | Parcours |
| 2  | 11-02-2008 | Coupe Cachantún Viña del Mar     | Tier III  | 200 000 $ | Terre (ext.) | Līga Dekmeijere Alicja Rosolska            | Julia Schruff   | 7-5, 6-3         | Parcours |
| 3  | 20-10-2008 | FORTIS Championships Luxembourg  | Tier III  | 225 000 $ | Dur (int.)   | Sorana Cîrstea Marina Erakovic             | Vera Dushevina  | 2-6, 6-3, [10-8] | Parcours |
| 4  | 13-07-2009 | Internazionali Femminili Palerme | Intern'l  | 220 000 $ | Terre (ext.) | Nuria Llagostera Vives María José Martínez | Darya Kustova   | 6-1, 6-2         | Parcours |

## Parcours en Grand Chelem

### En simple dames
| Année | Open d'Australie | Open d'Australie    | Internationaux de France | Internationaux de France | Wimbledon       | Wimbledon          | US Open         | US Open            |
| ----- | ---------------- | ------------------- | ------------------------ | ------------------------ | --------------- | ------------------ | --------------- | ------------------ |
| 2004  | Q1               | Sun Tiantian        | Q2                       | Jessica Lehnhoff         | Q1              | Elena Tatarkova    | Q1              | Evgenia Linetskaya |
| 2005  | —                | —                   | —                        | —                        | —               | —                  | Q1              | Megan Bradley      |
| 2006  | Q1               | Shiho Hisamatsu     | —                        | —                        | —               | —                  | —               | —                  |
| 2007  | —                | —                   | 1er tour (1/64)          | Pauline Parmentier       | —               | —                  | Q1              | Maret Ani          |
| 2008  | 2e tour (1/32)   | Sabine Lisicki      | 1er tour (1/64)          | Agnieszka Radwańska      | 1er tour (1/64) | Aleksandra Wozniak | 1er tour (1/64) | Tatiana Perebiynis |
| 2009  | 1er tour (1/64)  | Alizé Cornet        | 2e tour (1/32)           | Agnieszka Radwańska      | 1er tour (1/64) | Vania King         | 1er tour (1/64) | Maria Kirilenko    |
| 2010  | Q2               | Yuliana Fedak       | 1er tour (1/64)          | Alisa Kleybanova         | 1er tour (1/64) | Kristina Barrois   | —               | —                  |
| 2011  | Q3               | Lesia Tsurenko      | Q2                       | Chan Yung-jan            | Q2              | Stéphanie Foretz   | Q2              | Melinda Czink      |
| 2012  | Q1               | Maria Elena Camerin | —                        | —                        | —               | —                  | —               | —                  |

N.B. : à droite du résultat se trouve le nom de l'ultime adversaire.

### En double dames
N.B. : le nom de la partenaire se trouve sous le résultat ; le nom des ultimes adversaires se trouve à droite.

## Parcours en «Premier Mandatory» et «Premier 5»
Découlant d'une réforme du circuit WTA inaugurée en 2009, les tournois WTA « Premier Mandatory » et « Premier 5 » constituent les catégories d'épreuves les plus prestigieuses, après les quatre levées du Grand Chelem.

### En simple dames
| Année |              | Premier Mandatory        | Premier Mandatory          | Premier Mandatory | Premier Mandatory |       | Premier 5                 | Premier 5                 | Premier 5                   | Premier 5 | Premier 5 | Premier 5 | Premier 5 |
| Année | Indian Wells | Miami                    | Madrid                     | Pékin             | Dubaï             | Dubaï | Rome                      | Canada                    | Cincinnati                  | Tokyo     | Tokyo     |           |           |
| Année | Indian Wells | Miami                    | Madrid                     | Pékin             | Dubaï             | Dubaï | Rome                      | Canada                    | Cincinnati                  | Tokyo     | Tokyo     |           |           |
| Année | Indian Wells | Miami                    | Madrid                     | Pékin             | Dubaï             | Dubaï | Rome                      | Canada                    | Cincinnati                  | Tokyo     | Tokyo     |           |           |
| 2009  |              | 1er tour (1/64) S. Mirza | 2e tour (1/32) A. Ivanović |                   |                   |       | 1er tour (1/32) S. Bammer | 1er tour (1/32) S. Bammer | 1er tour (1/32) L. Šafářová |           |           |           |           |
| 2010  |              |                          | 2e tour (1/32) J. Janković |                   |                   |       |                           |                           |                             |           |           |           |           |

Sous le résultat, l’ultime adversaire.

### En double dames
| Année                    | Premier Mandatory   | Premier Mandatory          | Premier Mandatory   | Premier Mandatory | Premier Mandatory | Premier Mandatory          | Premier Mandatory | Premier Mandatory         | Premier 5          | Premier 5 | Premier 5 | Premier 5                | Premier 5  | Premier 5                | Premier 5                 | Premier 5                | Premier 5       | Premier 5  | Premier 5 | Premier 5 | Premier 5 | Premier 5 |
| Année                    | Indian Wells        | Indian Wells               | Miami               | Miami             | Madrid            | Madrid                     | Pékin             | Pékin                     | Dubaï              | Dubaï     | Doha      | Doha                     | Rome       | Rome                     | Canada                    | Canada                   | Cincinnati      | Cincinnati | Tokyo     | Tokyo     | Wuhan     | Wuhan     |
| ------------------------ | ------------------- | -------------------------- | ------------------- | ----------------- | ----------------- | -------------------------- | ----------------- | ------------------------- | ------------------ | --------- | --------- | ------------------------ | ---------- | ------------------------ | ------------------------- | ------------------------ | --------------- | ---------- | --------- | --------- | --------- | --------- |
| 2009                     |                     |                            |                     |                   |                   |                            |                   |                           |                    |           |           |                          |            |                          |                           |                          |                 |            |           |           |           |           |
| —                        | —                   | 1er tour (1/16) Voskoboeva | Llagostera Martínez | —                 | —                 | —                          | —                 | 1er tour (1/16) Dushevina | Poutchek Rodionova |           |           | 1er tour (1/16) Poutchek | Hsieh Peng | 1er tour (1/16) Poutchek | Amanmuradova Kudryavtseva | 1er tour (1/16) Poutchek | Mirza Schiavone | —          | —         |           |           |           |
| 2010                     |                     |                            |                     |                   |                   |                            |                   |                           |                    |           |           |                          |            |                          |                           |                          |                 |            |           |           |           |           |
| 1er tour (1/16) Shvedova | Hlaváčková Hradecká | —                          | —                   | —                 | —                 | —                          | —                 | —                         | —                  |           |           | —                        | —          | —                        | —                         | —                        | —               | —          | —         |           |           |           |
| 2011                     |                     |                            |                     |                   |                   |                            |                   |                           |                    |           |           |                          |            |                          |                           |                          |                 |            |           |           |           |           |
| —                        | —                   | —                          | —                   | —                 | —                 | 1er tour (1/16) Daniilídou | Kops-Jones Spears | —                         | —                  |           |           | —                        | —          | —                        | —                         | —                        | —               | —          | —         |           |           |           |

N.B. : le nom de la partenaire se trouve sous le résultat ; le nom des ultimes adversaires se trouve à droite.

## Parcours aux Jeux olympiques

### En simple dames
| # | Date       | Nom de l'olympiade  | Surface    | Résultat       | Ultime adversaire | Score         |          |
| - | ---------- | ------------------- | ---------- | -------------- | ----------------- | ------------- | -------- |
| 1 | 11/08/2008 | Olympic Games Pékin | Dur (ext.) | 2e tour (1/16) | Lucie Šafářová    | 2-6, 6-1, 7-5 | Parcours |

### En double dames
| # | Date       | Nom de l'olympiade  | Surface    | Résultat        | Partenaire         | Ultimes adversaires                  | Score    |          |
| - | ---------- | ------------------- | ---------- | --------------- | ------------------ | ------------------------------------ | -------- | -------- |
| 1 | 11/08/2008 | Olympic Games Pékin | Dur (ext.) | 1er tour (1/16) | Tatiana Perebiynis | Anabel Medina Virginia Ruano Pascual | 6-3, 6-4 | Parcours |

## Parcours en Fed Cup
| #                                                                | Date       | Lieu          | Surface      | Gagnante(s)                          | Perdante(s)                          | Score          |          |
|                                                                  |            |               |              |                                      |                                      |                |          |
| 2008 - Barrage (groupe mondial I) - Italie - Ukraine - 3 : 2     |            |               |              |                                      |                                      |                |          |
| 1                                                                | 26/04/2008 | Olbia         | Terre (ext.) | Francesca Schiavone                  | Mariya Koryttseva                    | 3-6, 7-60, 7-5 | Parcours |
| 1                                                                | 26/04/2008 | Olbia         | Terre (ext.) | Mariya Koryttseva Tatiana Perebiynis | Sara Errani Karin Knapp              | 0-6, 7-64, 6-3 | Parcours |
|                                                                  |            |               |              |                                      |                                      |                |          |
| 2009 - Barrage (groupe mondial I) - Argentine - Ukraine - 0 : 5  |            |               |              |                                      |                                      |                |          |
| 2                                                                | 25/04/2009 | Mar del Plata | Terre (ext.) | Mariya Koryttseva                    | Jorgelina Cravero                    | 4-6, 7-5, 6-2  | Parcours |
| 2                                                                | 25/04/2009 | Mar del Plata | Terre (ext.) | Mariya Koryttseva Olga Savchuk       | María Irigoyen Paula Ormaechea       | 6-2, 6-0       | Parcours |
|                                                                  |            |               |              |                                      |                                      |                |          |
| 2010 - 1/4 de finale (groupe mondial) - Ukraine - Italie - 1 : 4 |            |               |              |                                      |                                      |                |          |
| 3                                                                | 06/02/2010 | Kharkiv       | Dur (int.)   | Sara Errani Roberta Vinci            | Mariya Koryttseva Viktoriya Kutuzova | 6-1, 6-3       | Parcours |
|                                                                  |            |               |              |                                      |                                      |                |          |
| 2010 - Barrage (groupe mondial I) - Ukraine - Australie - 0 : 5  |            |               |              |                                      |                                      |                |          |
| 4                                                                | 24/04/2010 | Kharkiv       | Terre (int.) | Samantha Stosur                      | Mariya Koryttseva                    | 6-3, 6-0       | Parcours |
| 4                                                                | 24/04/2010 | Kharkiv       | Terre (int.) | Alicia Molik                         | Mariya Koryttseva                    | 2-6, 6-2, 7-5  | Parcours |

## Classements WTA en fin de saison
| Année          | 2001 | 2002 | 2003 | 2004 | 2005 | 2006 | 2007 | 2008 | 2009 | 2010 | 2011 | 2012 | 2013 | 2014 | 2015 | 2016 | 2017 |
| Rang en simple | 658  | 465  | 201  | 292  | 124  | 355  | 111  | 67   | 120  | 146  | 174  | 852  | —    | —    | —    | 908  | —    |
| Rang en double | 693  | 621  | 187  | 157  | 70   | 183  | 85   | 41   | 62   | 96   | 67   | 355  | —    | —    | 1043 | —    | 868  |

Source : (en) Classements de Mariya Koryttseva sur le site officiel de la Fédération internationale de tennis